# Ally MacLeod
Ally MacLeod (Glasgow, 26 de fevereiro de 1931 — Ayr, 1 de fevereiro de 2004) foi um futebolista e treinador de futebol escocês.

## Carreira
Ally MacLeod dirigiu a Escócia na Copa do Mundo de 1978, sediada na Argentina, na qual a seleção de seu país terminou na 11º colocação dentre os 16 participantes.